# Disney Media Networks
Disney Media Networks foi um segmento de negócios e subsidiária da The Walt Disney Company. A Disney Media Networks produzia e distribuía canais pelo mundo.

## Marcas da Disney Media Networks

### Advertising and Distribution
| Advertising and Distribution | Ativos                    | Subsidiária | Notas |
| ---------------------------- | ------------------------- | --- | ----- |
| Advertising and Distribution | Disney Advertising Sales  | |       |
| Advertising and Distribution | Disney Media Distribution | Disney-ABC Home Entertainment and Television Distribution - Disney–ABC Domestic Television (formalmente Buena Vista Television) - Walt Disney Studios Home Entertainment (Buena Vista Home Entertainment Inc.) - 20th Century Studios Home Entertainment |       |
| Advertising and Distribution | Movies Anywhere, LLC.     | |       |

### Walt Disney Television
| Walt Disney Television | Ativos                                                                                    | Subsidiária                   | Subdivisões                              |
| ---------------------- | ----------------------------------------------------------------------------------------- | ----------------------------- | ---------------------------------------- |
| Walt Disney Television | ABC News                                                                                  | ABC Audio                     | ABC News Radio                           |
| Walt Disney Television | ABC News                                                                                  | Lincoln Square Productions    |                                          |
| Walt Disney Television | Disney Television Studios and ABC Entertainment                                           | ABC Entertainment             | ABC                                      |
| Walt Disney Television | Disney Television Studios and ABC Entertainment                                           | ABC Entertainment             | ABC Daytime - Valleycrest Productions    |
| Walt Disney Television | Disney Television Studios and ABC Entertainment                                           | ABC Entertainment             | Greengrass Productions                   |
| Walt Disney Television | Disney Television Studios and ABC Entertainment                                           | ABC Family Worldwide          | Freeform - Freeform Original Productions |
| Walt Disney Television | Disney Television Studios and ABC Entertainment                                           | ABC Owned Television Stations | Localish                                 |
| Walt Disney Television | Disney Television Studios and ABC Entertainment                                           | Disney Television Studios     | ABC Signature                            |
| Walt Disney Television | Disney Television Studios and ABC Entertainment                                           | Disney Television Studios     | 20th Television                          |
| Walt Disney Television | Disney Television Studios and ABC Entertainment                                           | Disney Television Studios     | Touchstone Television                    |
| Walt Disney Television | Disney Television Studios and ABC Entertainment                                           | Equipe de originais do Hulu   |                                          |
| Walt Disney Television | FX Networks                                                                               | FX                            |                                          |
| Walt Disney Television | FX Networks                                                                               | FXX                           |                                          |
| Walt Disney Television | FX Networks                                                                               | FX Movie Channel              |                                          |
| Walt Disney Television | FX Networks                                                                               | FX on Hulu                    |                                          |
| Walt Disney Television | FX Entertainment                                                                          | FX Productions                |                                          |
| Walt Disney Television | Disney Branded Television (Estados Unidos)                                                | Disney Channel                |                                          |
| Walt Disney Television | Disney Branded Television (Estados Unidos)                                                | Disney Junior                 |                                          |
| Walt Disney Television | Disney Branded Television (Estados Unidos)                                                | Disney XD                     |                                          |
| Walt Disney Television | Disney Branded Television (Estados Unidos)                                                | DisneyNow                     |                                          |
| Walt Disney Television | Disney Branded Television (Estados Unidos)                                                | Radio Disney Networks         | KRDC (AM)                                |
| Walt Disney Television | Disney Branded Television (Estados Unidos)                                                | Radio Disney Networks         | Radio Disney                             |
| Walt Disney Television | Disney Branded Television (Estados Unidos)                                                | Radio Disney Networks         | Radio Disney Country                     |
| Walt Disney Television | Disney Branded Television (Estados Unidos)                                                | Radio Disney Networks         | Radio Disney Junior                      |
| Walt Disney Television | Disney Branded Television (Estados Unidos)                                                | Radio Disney Networks         | Radio Disney Music Awards                |
| Walt Disney Television | Disney Branded Television (Estados Unidos)                                                | Disney Television Animation   |                                          |
| Walt Disney Television | Disney Branded Television (Estados Unidos)                                                | It's a Laugh Productions      |                                          |
| Walt Disney Television | National Geographic Partners (73%) - National Geographic Global Networks (Estados Unidos) | National Geographic TV        |                                          |
| Walt Disney Television | National Geographic Partners (73%) - National Geographic Global Networks (Estados Unidos) | Nat Geo Wild                  |                                          |
| Walt Disney Television | National Geographic Partners (73%) - National Geographic Global Networks (Estados Unidos) | Nat Geo Mundo                 |                                          |
| Walt Disney Television | National Geographic Partners (73%) - National Geographic Global Networks (Estados Unidos) | National Geographic Studios   | National Geographic Documentary Films    |

### ESPN Inc.
Participação majoritária de 80%; Os 20% restante possuído pela Hearst Corporation
| ESPN Inc. | Ativos                        | Subsidiária | Notas                    |
| --------- | ----------------------------- | ----------- | ------------------------ |
| ESPN Inc. | ESPN                          |             |                          |
| ESPN Inc. | ESPN2                         |             |                          |
| ESPN Inc. | ESPN3                         |             |                          |
| ESPN Inc. | ESPN on ABC                   |             |                          |
| ESPN Inc. | ESPNews                       |             |                          |
| ESPN Inc. | ESPN Deportes                 |             |                          |
| ESPN Inc. | ESPN Films                    |             |                          |
| ESPN Inc. | ESPN Classic                  |             |                          |
| ESPN Inc. | ESPNU                         |             |                          |
| ESPN Inc. | ESPN Now                      |             |                          |
| ESPN Inc. | ESPN PPV                      |             |                          |
| ESPN Inc. | ESPN Goal Line & Bases Loaded |             |                          |
| ESPN Inc. | ESPN Events                   |             |                          |
| ESPN Inc. | ESPN Radio                    |             |                          |
| ESPN Inc. | ESPN Books                    |             |                          |
| ESPN Inc. | ESPN.com                      |             |                          |
| ESPN Inc. | The Undefeated                |             | [ 4 ] [ 5 ]              |
| ESPN Inc. | ESPN Home Entertainment       |             |                          |
| ESPN Inc. | ESPN Outdoors                 |             |                          |
| ESPN Inc. | ESPN Digital Center           |             |                          |
| ESPN Inc. | ESPY Award                    |             |                          |
| ESPN Inc. | ACC Network                   |             |                          |
| ESPN Inc. | Longhorn Network              |             |                          |
| ESPN Inc. | SEC Network                   |             |                          |
| ESPN Inc. | X Games                       |             |                          |
| ESPN Inc. | DraftKings                    |             | Investimento minoritário |

### A&E Networks
Participação acionária de 50%; joint-venture com a Hearst Corporation
| A&E Networks | Ativos                            | Subunidades                                       | Notas                                            |
| ------------ | --------------------------------- | ------------------------------------------------- | ------------------------------------------------ |
| A&E Networks | A+E Networks International        | Blaze                                             |                                                  |
| A&E Networks | A+E Networks Consumer Enterprises |                                                   | Convenções, produtos de consumo, evento ao vivos |
| A&E Networks | A+E Studios                       | A&E Originals                                     |                                                  |
| A&E Networks | A+E Studios                       | A&E IndieFilms                                    |                                                  |
| A&E Networks | A+E Films                         |                                                   |                                                  |
| A&E Networks | History Films                     |                                                   |                                                  |
| A&E Networks | Six West Media                    |                                                   |                                                  |
| A&E Networks | 45th & Dean                       |                                                   |                                                  |
| A&E Networks | A+E Networks Digital              | Lively Place OTT channel                          |                                                  |
| A&E Networks | A+E Networks Digital              | Lifetime Movie Club                               |                                                  |
| A&E Networks | A+E Networks Digital              | History Vault                                     |                                                  |
| A&E Networks | A+E Ventures                      | Propagate Content                                 | Parceiro de capital                              |
| A&E Networks | A+E Ventures                      | Vice Media, Inc. (36% de participação) - Viceland |                                                  |
| A&E Networks | A&E network                       | A&E                                               |                                                  |
| A&E Networks | A&E network                       | Crime & Investigation                             |                                                  |
| A&E Networks | A&E network                       | FYI                                               |                                                  |
| A&E Networks | Lifetime Entertainment Services   | Lifetime                                          |                                                  |
| A&E Networks | Lifetime Entertainment Services   | LMN                                               |                                                  |
| A&E Networks | Lifetime Entertainment Services   | Lifetime Real Women                               |                                                  |
| A&E Networks | Lifetime Entertainment Services   | Lifetime Radio for Women                          |                                                  |
| A&E Networks | Lifetime Entertainment Services   | Lifetime Press                                    |                                                  |
| A&E Networks | Lifetime Entertainment Services   | Lifetime Digital                                  |                                                  |
| A&E Networks | History Network                   | History                                           |                                                  |
| A&E Networks | History Network                   | Military History                                  |                                                  |
| A&E Networks | History Network                   | History en Español                                |                                                  |
| A&E Networks | History Network                   | H2                                                |                                                  |